# Border Street
Border Street (tiếng Ba Lan: Ulica Graniczna) là một phim chính kịch của Ba Lan. Bộ phim được Aleksander Ford đạo diễn và được công chiếu vào năm 1948. Phim có sự tham gia của các diễn viên Mieczysława Ćwiklińska, Jerzy Leszczyński, Jerzy Złotnicki và Władysław Godik. Bộ phim mô tả cuộc thanh trừng người Do Thái ở Warsaw của Đức Quốc xã bằng cách theo dõi số phận của năm gia đình. Các gia đình này đại diện cho các giai tầng xã hội, chính trị và sắc tộc khác nhau ở Warsaw trong chiến tranh và đỉnh điểm là Cuộc nổi dậy của người Do Thái ở Warsaw. Ford đã không mang lại cho người xem một kết thúc có hậu vì ông muốn "khán giả của bộ phim nhận ra rằng vấn đề chủ nghĩa phát xít và áp bức chủng tộc vẫn chưa kết thúc." Phim đã giành được Giải thưởng Lớn tại Liên hoan phim Venice 1948.
Bối cảnh của bộ phim được thiết kế bởi giám đốc nghệ thuật Stepán Kopecký.

## Diễn viên
- Mieczysława Ćwiklińska trong vai bà Klara
- Jerzy Leszczyński trong vai Tiến sĩ Józef Białek
- Władysław Godik trong vai Ông nội Libermann
- Władysław Walter trong vai Cieplikowski
- Jerzy Pichelski trong vai Kazimierz Wojtan
- Tadeusz Fijewski trong vai Bronek Cieplikowski / nhà tạo mẫu tóc của Kuśmirak
- Józef Munclinger trong vai Kuśmirak
- Robert Vrchota trong vai Hans, Sĩ quan Gestapo
- Stefan Sródka trong vai Natan Sziuliu
- Eugeniusz Kruk trong vai Fredek Kuśmirak
- Jerzy Zlotnicki trong vai Dawidek Libermann
- Dionizy Ilczenko trong vai Władek Wojtan
- Maria Broniewska trong vai Jadzia Białkówna
- Justyna Kreczmar trong vai Wanda Kuśmirakówna
- Maria Zabczynska trong vai Wojtanowa
- Irena Renardówna trong vai người phụ nữ Do Thái
- Janina Lukowska trong vai Estera Libermann
- Halina Raciecka trong vai người phụ nữ Do Thái
- Gustav Nezval
- Antonín Holzinger
- Karel Hradilák
- Jaroslav Orlický
- P. Marek
- N. Zarina
- Bronisław Darski trong vai Janitor Walenty
- Edward Dziewoński trong vai Feldfebel
- S. Borowski
- Karol Koszela
- Stanissław Bielinski trong vai Geandarm
- Ida Kamińska trong vai Helena
- Maria Kedzierska trong vai người phụ nữ
- Wincenty Loskot trong vai người đàn ông
- Wojciech Pilarski trong vai lính cứu hỏa
- Helena Puchniewska trong vai Piszczykowa